# 西藏瓦韦
西藏瓦韦（学名：Lepisorus tibeticus）为水龙骨科瓦韦属下的一个种。

## 扩展阅读
- 維基物種上的相關：西藏瓦韦